# Petrochelidon rufocollaris
Petrochelidon rufocollaris là một loài chim trong họ Hirundinidae.